# Alessandra Macinghi
Alessandra Macinghi (Florença, 1407 - 1471) foi uma nobre italiana escritora, reconhecida por seus relatos da vida social na Itália do século XV, especialmente sobre a vida dos membros do sexo feminino em uma casa.
Filha de Filippo de Nicholas e Catherine Bernardo Alberti, ela casou-se com Matteo di Simone Strozzi, um nobre pertencente a uma família de comerciantes e diplomáticos de Florença. Em 1434, suspeito de oposição à família Medici, Matteo foi condenado ao exílio, o que fez com que Alessandra seguisse para Pesaro, junto do marido e seus oito filhos: três homens e cinco mulheres. Quando o marido faleceu em 1436,  Alessandra Macinghi voltou a Florença, passando a viver em péssimas condições econômicas. Em 1445 seus três filhos foram exilados como pagamento de dívida deixada por seu pai, o que levaria Alessandra a escrever-lhes uma série de cartas em dialeto Toscano, das quais 73 foram preservadas e publicadas por Cesare Guasti, em 1877, com o título de Cartas de Uma Dama Florentina do Século XV por seu caráter descritivo da sociedade da época. Além disso, as cartas foram reeditadas ao longo dos séculos com outros títulos, como: Cartas seletas de Alessandra Macinghi Strozzi; Cartas de uma Gentil Dama Florentina; Cartas Strozzinas, etc.
Alessandra Macinghi faleceu em 02 de março de 1471.